# Liga del Peloponeso

Liga del Peloponeso en el 431 a. C.

La Liga del Peloponeso fue una alianza entre los estados del Peloponeso en los siglos VI y V a. C.
Al final del siglo VI, la ciudad de Esparta se había convertido en el estado más poderoso del Peloponeso y ejercía su hegemonía sobre Argos, el siguiente en importancia. Consiguió también otros aliados de peso, como Corinto y Elis, liberando a Corinto de la tiranía y ayudando a Elis a asegurarse el control de los Juegos Olímpicos. La misma política favoreció otras incorporaciones, hasta que prácticamente todo el Peloponeso formó parte de la alianza.
La Liga estaba organizada bajo el férreo control de Esparta, aunque teóricamente bajo la autoridad de dos órganos: la asamblea espartana y el consejo de los aliados, en el que cada miembro contaba con un voto, independientemente de su tamaño o peso geopolítico. Los Estados miembros no tenían que pagar tributo excepto en tiempo de guerra, cuando se les podía exigir dos tercios de sus tropas.
Solo la propia Esparta tenía derecho a convocar un encuentro de la Liga. No se trataba de una alianza multilateral, sino de acuerdos bilaterales entre cada miembro y Lacedemonia, de modo que quedaba a la discreción de los participantes firmar acuerdos entre ellos. Del mismo modo, y aunque cada estado miembro contaba con un voto, las decisiones del consejo no eran vinculantes para Esparta, que podía hacer caso omiso de ellas. No se trataba, por tanto, de una alianza en sentido estricto, como tampoco incluyó nunca la totalidad del Peloponeso.
La Liga proporcionaba seguridad a sus miembros y, principalmente, a la misma Esparta. Su línea política fue, en general, de signo conservador, con apoyo a los regímenes oligárquicos y oposición a los tiránicos.
Con motivo de las guerras médicas, la Liga del Peloponeso se fundió en la Liga Helénica, primero bajo el mando de Pausanias y más tarde de Cimón de Atenas. Al acabar las guerras contra los persas, Esparta abandonó la Liga Helénica y constituyó de nuevo la del Peloponeso, junto con los aliados originales. La Liga Helénica se transformó, a su vez, en la Liga de Delos, bajo la hegemonía ateniense. Ambas entraron enseguida en conflicto en la guerra del Peloponeso.
La Liga del Peloponeso gozó de una larga vida, llegando hasta bien entrado el siglo IV a. C. La batalla de Leuctra (371 a. C.), que supuso el final de la hegemonía espartana y el comienzo de la de Tebas, condujo también a la disolución de la Liga del Peloponeso.

## Integrantes de la Liga
Miembros originales (antes de c.504 a. C.)
Esparta, Tegea, Corinto, Sición, Epidauro, Fliunte, Halias, Megara, Egina, Trecén, Hermione, Elis, Mantinea y Orcómeno.